# 巴拉博伊河

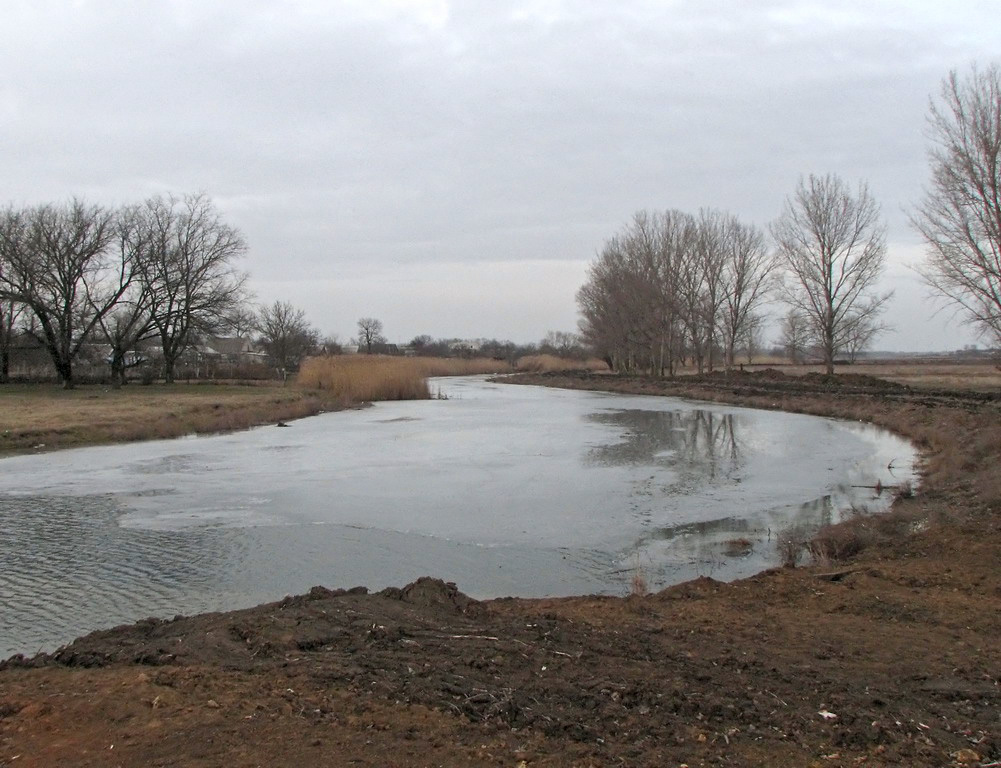

巴拉博伊河（羅馬化：Baraboi）是烏克蘭的河流，位於該國西南部，發源自波克羅夫卡，流經敖德薩州，最終注入黑海，河道全長71公里，流域面積652平方公里。